# Полівінілацетат
Полівінілацетат (скорочено ПВА), [−CH2 − CH (OCOCH3)]n — полімер вінілацетату.

## Історія
Англійськими вченими в 1951 році було з'ясовано, що при полімеризації вінілацетату в толуольному розчині в присутності каталізатора (суміш перборату натрію і оцтового ангідриду) утворюється продукт близький за властивостями до натуральних смол — полівінілацетат.

## Використання
Інертний прозорий нетоксичний полімер без смаку і запаху,  густиною 1180—1190 кг/м³. Його молекулярна маса знаходиться в межах від 10000 до 1600000 залежно від способу і умов полімеризації. Має аморфну структуру. Теплостійкість по Віка становить 37−38 °С, температура склування — 28 °С.
Полівінілацетат стійкий до дії світла при підвищеній температурі (до 100 °С) і до температурної дії. При 120 °С розвивається незворотня пластична течія. При нагріванні до 170 °С проходить деструкція полівінілацетату, яка супроводжується виділенням оцтової кислоти і утворенням подвійних зв'язків у головному ланцюгу. При цьому під дією температури і кисню повітря проходить зшивання макромолекул з утворенням нерозчинного полімеру.
Полівінілацетат, як полярний полімер, набухає у воді, руйнується під дією сильних кислот і лугів. В присутності водних розчинів, кислот і лугів при нагріванні він легко гідролізується в полівініловий спирт. Добре розчиняється в багатьох органічних розчинниках, добре суміщається з пластифікаторами, з ефірами целюлози, з хлорованим каучуком, а також з деякими поліефірами і фенолформальдегідними олігомерами.
Полівінілацетат (ПВА) містить сильно полярні групи (С(О)СН3,–ОН).
Водні дисперсії (ПВАД) плівкоутворюючий і клеючий матеріал. Можливе використання як лаків, плівок, клеїв (широковідомий клей ПВА) для склеювання картонної тари під харчові продукти.